# Gary Lockerbie
Gary Lockerbie (Penrith, 15 november 1982) is een professionele golfer uit Engeland.

## Amateur
Als achtjarige maakte Lockerbie kennis met de sport toen zijn vader hem meenam 'om hem bezig te houden'. Ondersteund door zijn coach Paul Jenkinson en de Engelse Golffederatie speelde hij eerst voor Cumbria en later nationaal. Lockerbie werkte in de pro's winkel van de Penrith Golf Club, toen hij als zeventienjarige in 2000 het NK Junioren Strokeplay won.
In 2005 haalde hij de kwartfinale van het Brits amateurkampioenschap, maar verloor van Brian McElhinney, de latere winnaar.

### Gewonnen
- 2000: Carris Trophy (Open Amateur Strokeplay U18)
- 2003: Engels Amateur
- 2005: Lytham Trophy

### Teams
- Walker Cup: 2005

## Professional
Lockerbie werd eind 2005 professional, maar werd al in 2002 uitgenodigd aan de Formby Hall Challenge mee te doen en ervarig op te doen.

Als professional speelde hij eerst op de European Challenge Tour (CT). In 2006 speelde hij 24 toernooien en miste vier cuts. In 2007 speelde hij op de Europese Tour (ET) waar hij minder succesvol was. Hij eindigde niet in de top-100 en verloor zijn kaart. In 2008 was hij terug op de Challenge Tour. Hij werd tweede bij het China Open en de week daarop behaalde hij zijn eerste professionele overwinning bij het Kazakhstan Open op de Nurtau Golf Club in Almaty. Daarna stond hij op de eerste plaats van de Order of Merit en verdiende zijn tourkaart opnieuw.
In 2009 speelde hij weinig toernooien. Met een derde plaats bij het Alfred Dunhill Links Kampioenschap hoopte hij genoeg verdiend te hebben om zijn tourkaart voor 2010 te behouden, maar hij staat als nummer 108 op de Order of Merit.
Lockerbies coach is voormalig Tourspeler Peter Mitchell.

### Gewonnen
- 2008: Kazakhstan Open (CT)